# Puerto Plata
Puerto de Plata ou San Felipe de Puerto Plata é município e a nona maior cidade da República Dominicana. É a capital da província homónima. O município tem 459,7 km² de área e em 2012 tinha 329 419 habitantes (densidade: 716,6 hab./km²).